# Joris Kayembe
Joris Kayembe Ditu (Brussel, 8 augustus 1994) is een Belgisch-Congolees voetballer die doorgaans als linksachter wordt uitgespeeld. Hij verruilde Sporting Charleroi in mei 2023 voor KRC Genk.

## Clubcarrière

### Jeugd
In zijn jonge jaren was Kayembe in België actief in de jeugdopleidingen van Royal Scup Dieleghem Jette, FC Brussels en Standard Luik. Hij werd gevormd als voetballer op de pleintjes in Brussel.

### FC Porto
In 2013 tekende hij een contract in Portugal bij FC Porto. Op 18 september 2013 debuteerde hij voor FC Porto B in de Segunda Liga tegen CS Marítimo B. Zijn eerste doelpunt scoorde hij op 22 december 2013 tegen SC Beira-Mar. In totaal speelde hij 26 wedstrijden voor FC Porto B tijdens het seizoen 2013/14, waarin hij tweemaal trefzeker was. Op 4 mei 2014 mocht hij debuteren voor FC Porto als invaller voor Tozé tegen SC Olhanense. FC Porto leende Joris Kayembe tot het einde van het seizoen 2014/15 uit aan FC Arouca, en tijdens het seizoen 2015/16 speelde hij op uitleenbasis bij Rio Ave. In totaal speelde hij vier jaar bij Porto. Doorbreken bij het eerste elftal lukte niet.

### FC Nantes
In juni 2017 maakte Kayembe de definitieve overstap naar FC Nantes. Hij werd betrokken in de overgang van trainer Sérgio Conceição, die de omgekeerde beweging maakte. Hij werd er ploegmaat van Guillaume Gillet en Yassine El Ghanassy. Hij tekent er een contract tot juni 2021. Kayembe kende echter geen geluk bij Nantes: nog voor het nieuwe seizoen begon liep hij een zwaar kruisbandletsel op. Pas op 18 februari 2018 kon Kayembe zijn officiële debuut maken in een competitiewedstrijd tegen OGC Nice. Kayembe speelde drie wedstrijden op rij en scheurde vervolgens de kruisband van zijn andere knie. De Congolese Belg had in 2013 ook al een kruisbandblessure opgelopen bij de jeugd van Standard, waardoor hij op 23-jarige leeftijd al aan drie kruisbandblessures zat.

### Sporting Charleroi
In januari 2020 ruilde Kayembe het Franse Nantes, waar hij niet verder was geraakt dan drie officiële wedstrijden in zijn debuutseizoen, op definitieve basis in voor Sporting Charleroi. Dit seizoen was hij volledig op een zijspoor geraakt. In zijn eerste halve seizoen bij Charleroi werd hij door trainer Karim Belhocine tot aan de competitiestop door de Coronapandemie op verschillende posities uitgeprobeerd.
In het seizoen 2020/21 wist Kayembe een basisplaats te bemachtigen op de linksachterpositie, waar hij de naar AA Gent vertrokken Núrio Fortuna moest doen vergeten. Kayembe begon het seizoen zeer sterk. Hij werd door het statistiekenbureau Opta berekent voor Sporza de "Speler van de Maand" op basis van zijn brede database aan matchgegevens van de Jupiler Pro League. Het leverde hem eind september een eerste oproeping voor de Rode Duivels op, en eind november een contractverlenging tot 2023 met optie op een extra seizoen bij Charleroi.

### KRC Genk
Op 17 mei 2023 maakte de Belgische eersteklasser KRC Genk bekend dat Kayembe er vanaf het seizoen 2023/24 actief zal zijn. Hij tekende bij Genk een contract voor 3 seizoenen met een optie op nog één bijkomend seizoen.

## Clubstatistieken
| Seizoen     | Club               | Competitie      | Competitie | Competitie | Competitie | Beker | Beker | Beker | Internationaal | Internationaal | Internationaal | Totaal | Totaal | Totaal |
| Seizoen     | Club               | Competitie      | Wed.       | Dlp.       | Ass.       | Wed.  | Dlp.  | Ass.  | Wed.           | Dlp.           | Ass.           | Wed.   | Dlp.   | Ass.   |
| ----------- | ------------------ | --------------- | ---------- | ---------- | ---------- | ----- | ----- | ----- | -------------- | -------------- | -------------- | ------ | ------ | ------ |
| 2013/14     | FC Porto           | Liga Portugal   | 1          | 0          | 0          | 0     | 0     | 0     | —              | —              | —              | 1      | 0      | 0      |
| Club Totaal | Club Totaal        | Club Totaal     | 1          | 0          | 0          | 0     | 0     | 0     | 0              | 0              | 0              | 1      | 0      | 0      |
| 2013/14     | FC Porto B         | Liga Portugal 2 | 26         | 2          | 0          | —     | —     | —     | —              | —              | —              | 26     | 2      | 0      |
| 2014/15     | FC Porto B         | Liga Portugal 2 | 19         | 1          | 4          | —     | —     | —     | —              | —              | —              | 19     | 1      | 4      |
| Club Totaal | Club Totaal        | Club Totaal     | 45         | 3          | 4          | 0     | 0     | 0     | 0              | 0              | 0              | 45     | 3      | 4      |
| 2014/15     | → FC Arouca        | Liga Portugal   | 15         | 1          | 0          | 0     | 0     | 0     | —              | —              | —              | 15     | 1      | 0      |
| Club Totaal | Club Totaal        | Club Totaal     | 15         | 1          | 0          | 0     | 0     | 0     | 0              | 0              | 0              | 15     | 1      | 0      |
| 2015/16     | → Rio Ave          | Liga Portugal   | 26         | 2          | 3          | 7     | 2     | 2     | —              | —              | —              | 33     | 4      | 5      |
| Club Totaal | Club Totaal        | Club Totaal     | 26         | 2          | 3          | 7     | 2     | 2     | 0              | 0              | 0              | 33     | 4      | 5      |
| 2016/17     | FC Porto B         | Liga Portugal 2 | 28         | 6          | 3          | —     | —     | —     | —              | —              | —              | 28     | 6      | 3      |
| Club Totaal | Club Totaal        | Club Totaal     | 73         | 9          | 7          | 0     | 0     | 0     | 0              | 0              | 0              | 73     | 9      | 7      |
| 2017/18     | FC Nantes          | Ligue 1         | 3          | 0          | 0          | 0     | 0     | 0     | —              | —              | —              | 3      | 0      | 0      |
| 2018/19     | FC Nantes          | Ligue 1         | 0          | 0          | 0          | 0     | 0     | 0     | —              | —              | —              | 0      | 0      | 0      |
| 2019/20     | FC Nantes          | Ligue 1         | 0          | 0          | 0          | 0     | 0     | 0     | —              | —              | —              | 0      | 0      | 0      |
| Club Totaal | Club Totaal        | Club Totaal     | 3          | 0          | 0          | 0     | 0     | 0     | 0              | 0              | 0              | 3      | 0      | 0      |
| 2019/20     | Sporting Charleroi | Eerste klasse A | 8          | 0          | 2          | 0     | 0     | 0     | —              | —              | —              | 8      | 0      | 2      |
| 2020/21     | Sporting Charleroi | Eerste klasse A | 34         | 1          | 4          | 2     | 0     | 0     | 2              | 0              | 0              | 38     | 1      | 4      |
| 2021/22     | Sporting Charleroi | Eerste klasse A | 39         | 1          | 6          | 0     | 0     | 0     | —              | —              | —              | 39     | 1      | 6      |
| 2022/23     | Sporting Charleroi | Eerste klasse A | 30         | 1          | 1          | 1     | 0     | 0     | —              | —              | —              | 31     | 1      | 1      |
| Club Totaal | Club Totaal        | Club Totaal     | 111        | 3          | 13         | 3     | 0     | 0     | 2              | 0              | 0              | 116    | 3      | 13     |
| 2023/24     | KRC Genk           | Eerste klasse A | 26         | 1          | 4          | 2     | 0     | 0     | 8              | 1              | 0              | 36     | 2      | 4      |
| 2024/25     | KRC Genk           | Eerste klasse A | 16         | 0          | 1          | 1     | 0     | 0     | —              | —              | —              | 17     | 0      | 1      |
| Club Totaal | Club Totaal        | Club Totaal     | 42         | 1          | 5          | 3     | 0     | 0     | 8              | 1              | 0              | 53     | 2      | 5      |
| TOTAAL      | TOTAAL             | TOTAAL          | 255        | 16         | 25         | 12    | 2     | 2     | 10             | 1              | 0              | 277    | 19     | 29     |

## Interlandcarrière België
In zijn jonge jaren maakte Kayembe deel uit van de U16 en U21 lichtingen van het Belgisch voetbalelftal.
Op 30 september 2020 werd Kayembe voor het eerst door bondscoach Roberto Martínez geselecteerd voor de Rode Duivels voor de vriendschappelijke wedstrijd tegen Ivoorkust en de Nations League-interlands tegen Engeland en IJsland. Hij was een van de vijf nieuwe gezichten. Ook Sebastiaan Bornauw, Dodi Lukebakio, Alexis Saelemaekers en Zinho Vanheusden kregen hun eerst oproepingsbrief voor het drieluik bij de grote jongens. Kayembe mocht op 8 oktober 2020 debuteren in de oefeninterland tegen Ivoorkust, hij viel in de 89ste minuut in voor Timothy Castagne. Hij is de eerste Carolo die speelde in het shirt van de Rode Duivels sinds Geoffrey Mujangi Bia op de Kirin Cup 2009. In november 2021 speelde hij zeven minuten in de vriendschappelijke wedstrijd tegen Zwitserland. Kayembe werd in twee verschillende interlandbreaks opgeroepen, maar nadien nooit meer.

### Interlands voor België
| Interlands van Joris Kayembe voor België | Interlands van Joris Kayembe voor België | Interlands van Joris Kayembe voor België | Interlands van Joris Kayembe voor België | Interlands van Joris Kayembe voor België | Interlands van Joris Kayembe voor België |
| No.                                      | Datum                                    | Wedstrijd                                | Uitslag                                  | Soort Wedstrijd                          | Doelpunten                               |
| Als speler bij Sporting Charleroi        | Als speler bij Sporting Charleroi        | Als speler bij Sporting Charleroi        | Als speler bij Sporting Charleroi        | Als speler bij Sporting Charleroi        | Als speler bij Sporting Charleroi        |
| ---------------------------------------- | ---------------------------------------- | ---------------------------------------- | ---------------------------------------- | ---------------------------------------- | ---------------------------------------- |
| 1.                                       | 8 oktober 2020                           | België – Ivoorkust                       | 1 – 1                                    | Vriendschappelijk                        | –                                        |
| 2.                                       | 11 november 2020                         | België – Zwitserland                     | 2 – 1                                    | Vriendschappelijk                        | –                                        |
| Totaal                                   | Totaal                                   | Totaal                                   | Totaal                                   | Totaal                                   | 0                                        |

Bijgewerkt t/m 20 mei 2023

## Interlandcarrière Democratische Republiek Congo
Aangezien Kayembe nog weinig aanspraak maakte op een selectie voor de Rode Duivels kwam hij in het vizier van het Congolees voetbalelftal. Ondanks de twee oefenduels bij de Rode Duivels kon Joris Kayembe er nog steeds voor kiezen om voor DR Congo uit te komen aangezien hij de dubbele nationaliteit bezit. In maart 2023 maakte hij bekend dat hij definitief voor DR Congo koos.
In maart 2023 werd hij voor het eerst door bondscoach Sébastien Desabre geselecteerd voor een dubbelconfrontatie: een kwalificatiewedstrijd voor de Africa Cup tegen Soedan en een vriendschappelijke wedstrijd tegen Zuid-Afrika.
Op 12 september 2023 debuteerde hij in de basis voor de Léopards tegen Zuid-Afrika. De wedstrijd werd met 1-0 verloren. Aangezien het om een oefeninterland ging wilde dat debuut niet veel zeggen. Op 15 november 2023, in de WK-kwalificatiewedstrijd tegen Mauretanië maakte hij zijn officiële debuut. Hij stond 90 minuten op het veld (2-0 overwinning).
1 Van Crombrugge ·
2 Pierre ·
3 Mujaid ·
6 Smets ·
7 Bonsu Baah ·
8 Heynen  ·
9 Oh ·
11 Oyen ·
14 Sor ·
15 Claes ·
17 Hrošovský ·
18 Kayembe ·
19 Medina ·
20 Karetsas ·
21 Bangoura ·
22 Manguelle ·
23 Steuckers ·
24 Sattlberger ·
27 Nkuba ·
32 Adedeji-Sternberg ·
34 Palacios ·
39 Penders ·
44 Kongolo ·
51 Brughmans ·
77 El Ouahdi ·
99 Tolu ·
Coach: Fink